# 貝加爾斯克
51°33′N 104°03′E / 51.550°N 104.050°E
貝加爾斯克（俄语：Байка́льск）是俄羅斯伊爾庫茨克州南部的一個城市，位於貝加爾湖南岸，距州府伊爾庫茨克以南162公里。2002年人口15,727人。1961年建立。1966年建市。